# Атанаска Тодорова
Атанаска Нанкова Тодорова е българска народна певица, изпълнителка и авторка на народни песни, една от първите певици, които популяризират тракийския песенен фолклор.

## Биография
Родена е през 1896 г. в Чирпан. От 1935 година Сирак Скитник я привлича за редовен сътрудник на Радио София. Репертоарът ѝ се състои от над 400 песни. Над 280 от тях са записани на грамофонни плочи. Освен в България, изнася концерти в Югославия, Албания, Унгария, Чехословакия, Германия и др.
През 1958 година Атанаска Тодорова е удостоена с орден „Кирил и Методий“ – ІІ степен.
Умира през 1979 г. в София.